# Rajd Automobilistico del Sestriere 1955
Rajd Automobilistico del Sestriere 1955 (6. Rallye Automobilistico del Sestriere) – 6. edycja rajdu samochodowego Rajd Automobilistico Internazionale del Sestriere rozgrywanego we Włoszech. Rozgrywany był od 25 lutego do 1 marca 1955 roku. Była to druga runda Rajdowych Mistrzostw Europy w roku 1955.

## Klasyfikacja rajdu
| Miejsce                      | Kierowca                     | Pilot                        | Samochód                     | Czas                         | Strata                       |                              |
| Klasyfikacja generalna i ERC | Klasyfikacja generalna i ERC | Klasyfikacja generalna i ERC | Klasyfikacja generalna i ERC | Klasyfikacja generalna i ERC | Klasyfikacja generalna i ERC | Klasyfikacja generalna i ERC |
| ---------------------------- | ---------------------------- | ---------------------------- | ---------------------------- | ---------------------------- | ---------------------------- | ---------------------------- |
| 1.                           | Ferdinando Gatta             | Vittorio Mazzonis            | Lancia Aurelia B20 GT        | 23                           | 0.0                          |                              |
| 2.                           | Luciano Ciolfi               | Ottorio Monaco               | Fiat 1100 TV                 | 32                           | +9                           |                              |
| 3.                           | Piero Valenzano              | Renato Sposetti              | Lancia Aurelia B20 GT        | 35                           | +12                          |                              |
| 4.                           | Luigi Taramazzo              | Giovanni Gerino              | Alfa Romeo 1900 TI           | 41                           | +18                          |                              |
| 5.                           | Luigi Musso                  | Pensa                        | Alfa Romeo 1900 TI           | 43                           | +20                          |                              |
| 6.                           | Walter Schock                | Rolf Moll                    | Mercedes-Benz 220            | 51                           | +28                          |                              |
| 7.                           | Ken Wharton                  | Gordon Shanley               | Daimler Conquest Century     | 52                           | +29                          |                              |
| 8.                           | Paul Guiraud                 | Chevron                      | Peugeot 203                  | 56                           | +33                          |                              |
| 9.                           | Edmund von Westerholt        | Heinrich Theden              | Porsche 356 1300 Super       | 1:01                         | +38                          |                              |
| 10.                          | Guido Cestelli-Guidi         | M. Cestelli-Guidi            | Alfa Romeo 1900 TI           | 1:14                         | +51                          |                              |